# Кушнаренковский район
Кушнаре́нковский райо́н (баш. Кушнаренко районы) — административно-территориальная единица (район) и муниципальное образование (муниципальный район) в её границах под наименованием муниципальный район Кушнаренковский район (баш. Кушнаренко районы муниципаль районы) в составе Республики Башкортостан Российской Федерации.
Административный центр — село Кушнаренково.

## География
Район расположен северо-западнее Уфы. Площадь района составляет около 1718 км2. Район расположен в пределах Прибельской увалисто-волнистой равнины, в переходной лесостепной зоне. По территории района протекает река Белая с притоками Чермасан, Кармасан. Климат умеренно континентальный, тёплый, незначительно засушливый. Распространены типичные и выщелоченные чернозёмы, тёмно-серые песчаные почвы. Полезные ископаемые представлены месторождениями нефти, песка.
Территорию района с северо-запада на юго-восток пересекает автомобильная дорога М-7 «Волга».

## История
Район образован в 1930 году согласно постановлению Президиума Центрального Исполнительного Комитета Башкирской АССР. До 1936 года именовался Топорнинским, по фамилии капитана русской армии С. Е. Топорнина, которому в 1790 году императрица Екатерина Великая подарила поместье на Девичьей горе. Переименован в честь Ивана Кушнаренко (1895—1935), народного комиссара земледелия Башкирской АССР.
В прошлом территорию района занимали башкирские волости: Канлинская (Кальнинская), Каршинская, Дуванейская.

## Население
| 1939    | 1959    | 1970    | 1979    | 1989    | 2002    | 2008    | 2009    | 2010    |
| ------- | ------- | ------- | ------- | ------- | ------- | ------- | ------- | ------- |
| 63 141  | ↘40 189 | ↘36 830 | ↘31 800 | ↘28 508 | ↗29 344 | ↘28 869 | ↘28 718 | ↘27 491 |
| 2012    | 2013    | 2014    | 2015    | 2016    | 2017    | 2018    | 2019    | 2021    |
| ↘27 181 | ↘27 087 | ↘27 018 | ↘26 919 | ↗27 061 | ↗27 074 | ↘26 767 | ↘26 274 | ↗27 210 |

Согласно прогнозу Минэкономразвития России, численность населения будет составлять:
- 2024 — 28,41 тыс. чел.
- 2035 — 29,85 тыс. чел.

### Национальный состав
Согласно Всероссийской переписи населения 2010 года: татары — 49,5 %, башкиры — 32,7 %, русские — 14,7 %, лица других национальностей — 3,1 %.
По итогам переписи населения 2020 года проживали следующие национальности (национальности менее 0,1 % и другое см. в сноске к строке «Другие»):
| Национальность | Численность, чел. | Доля     |
| -------------- | ----------------- | -------- |
| Татары         | 12029             | 44,21 %  |
| Башкиры        | 9527              | 35,01 %  |
| Русские        | 4724              | 17,36 %  |
| Удмурты        | 214               | 0,79 %   |
| Езиды          | 211               | 0,78 %   |
| Таджики        | 111               | 0,41 %   |
| Узбеки         | 82                | 0,30 %   |
| Армяне         | 63                | 0,23 %   |
| Марийцы        | 43                | 0,16 %   |
| Чуваши         | 31                | 0,11 %   |
| Другие         | 175               | 0,64 %   |
| Итого          | 27 210            | 100,00 % |

### Языковой состав
Согласно Всероссийской переписи населения 2010 года родными языками населения являлись:
татарский — 64,9 %, русский — 16,8 %, башкирский — 15,8 %.
Согласно Всероссийской переписи населения 2020 года родными языками населения являлись: татарский — 48 %, башкирский — 29,5 %, русский — 18,5 %.

## Административное деление
В Кушнаренковский район как административно-территориальную единицу республики входит 12 сельсоветов.
В одноимённый муниципальный район в рамках местного самоуправления входит 12 муниципальных образований со статусом сельского поселения:
| №     | Муниципальное образование    | Административный центр | Количество населённых пунктов | Население (чел.) | Площадь (км²) |
| ----- | ---------------------------- | ---------------------- | ----------------------------- | ---------------- | ------------- |
| 1e-06 | Сельское поселение           |                        |                               |                  |               |
| 1     | Ахметовский сельсовет        | село Ахметово          | 6                             | ↘1620            | 244,47        |
| 2     | Бакаевский сельсовет         | село Бакаево           | 5                             | ↘840             | 118,90        |
| 3     | Горьковский сельсовет        | село Иликово           | 5                             | ↘952             | 87,19         |
| 4     | Карача-Елгинский сельсовет   | село Карача-Елга       | 5                             | ↘1323            | 126,37        |
| 5     | Кушнаренковский сельсовет    | село Кушнаренково      | 5                             | ↘12 011          | 81,87         |
| 6     | Матвеевский сельсовет        | деревня Старобаскаково | 5                             | ↗942             | 115,75        |
| 7     | Расмекеевский сельсовет      | село Байталлы          | 5                             | ↘825             | 85,78         |
| 8     | Старогумеровский сельсовет   | село Старогумерово     | 5                             | ↘1114            | 116,07        |
| 9     | Старокамышлинский сельсовет  | село Старые Камышлы    | 7                             | ↘1554            | 205,16        |
| 10    | Старокурмашевский сельсовет  | село Старокурмашево    | 7                             | ↘1371            | 168,10        |
| 11    | Старотукмаклинский сельсовет | село Старые Тукмаклы   | 5                             | ↘1939            | 166,43        |
| 12    | Шариповский сельсовет        | село Шарипово          | 9                             | ↘2276            | 201,68        |

### Населённые пункты
| №  | Населённый пункт                | Тип     | Население | Муниципальное образование    |
| -- | ------------------------------- | ------- | --------- | ---------------------------- |
| 1  | Ахлыстино                       | село    | ↘183      | Ахметовский сельсовет        |
| 2  | Ахметово                        | село    | ↘886      | Ахметовский сельсовет        |
| 3  | Ахта                            | деревня | ↘73       | Старокурмашевский сельсовет  |
| 4  | Байталлы                        | село    | ↘445      | Расмекеевский сельсовет      |
| 5  | Бакаево                         | село    | ↘446      | Бакаевский сельсовет         |
| 6  | Бардовка                        | село    | ↘339      | Матвеевский сельсовет        |
| 7  | Бейкеево                        | деревня | ↘170      | Старокурмашевский сельсовет  |
| 8  | Верхнеакбашево                  | деревня | ↗86       | Шариповский сельсовет        |
| 9  | Верхнесаитово                   | деревня | ↘242      | Бакаевский сельсовет         |
| 10 | Воецское                        | село    | ↗74       | Шариповский сельсовет        |
| 11 | Горный                          | деревня | ↗6        | Кушнаренковский сельсовет    |
| 12 | Гумерово                        | деревня | ↘184      | Горьковский сельсовет        |
| 13 | Гургуреево                      | деревня | ↘145      | Шариповский сельсовет        |
| 14 | Гуровка                         | село    | ↘76       | Старокамышлинский сельсовет  |
| 15 | Деревня Учхоза сельхозтехникума | деревня | ↘36       | Кушнаренковский сельсовет    |
| 16 | Ибрагимово                      | деревня | ↘128      | Старокурмашевский сельсовет  |
| 17 | Иликово                         | село    | ↘541      | Горьковский сельсовет        |
| 18 | Ильмурзино                      | деревня | ↘297      | Старокамышлинский сельсовет  |
| 19 | Исланово                        | деревня | ↘56       | Карача-Елгинский сельсовет   |
| 20 | Казарма                         | село    | ↘510      | Старотукмаклинский сельсовет |
| 21 | Калтаево                        | село    | ↘576      | Шариповский сельсовет        |
| 22 | Канлы                           | село    | ↘208      | Ахметовский сельсовет        |
| 23 | Каратяки                        | село    | ↘370      | Старотукмаклинский сельсовет |
| 24 | Карача-Елга                     | село    | ↘600      | Карача-Елгинский сельсовет   |
| 25 | Керенёво                        | село    | ↘40       | Ахметовский сельсовет        |
| 26 | Кувыково                        | село    | ↘294      | Ахметовский сельсовет        |
| 27 | Кудушлибашево                   | деревня | ↘56       | Старокурмашевский сельсовет  |
| 28 | Купаево                         | деревня | ↘140      | Расмекеевский сельсовет      |
| 29 | Кушнаренково                    | село    | ↘9801     | Кушнаренковский сельсовет    |
| 30 | Кызылкупер                      | деревня | ↘82       | Горьковский сельсовет        |
| 31 | Мавлютово                       | деревня | ↗38       | Бакаевский сельсовет         |
| 32 | Мамяково                        | деревня | ↘437      | Шариповский сельсовет        |
| 33 | Марс                            | деревня | ↘78       | Горьковский сельсовет        |
| 34 | Матвеево                        | село    | ↗106      | Матвеевский сельсовет        |
| 35 | Медведёрово                     | село    | ↘90       | Ахметовский сельсовет        |
| 36 | Нижнеакбашево                   | деревня | ↗184      | Шариповский сельсовет        |
| 37 | Нижнесаитово                    | деревня | ↘106      | Бакаевский сельсовет         |
| 38 | Новоакбашево                    | деревня | ↗54       | Старогумеровский сельсовет   |
| 39 | Новобакаево                     | деревня | ↘65       | Бакаевский сельсовет         |
| 40 | Новобаскаково                   | деревня | →7        | Старогумеровский сельсовет   |
| 41 | Новогумерово                    | деревня | ↘121      | Старогумеровский сельсовет   |
| 42 | Новокурмашево                   | село    | ↘201      | Старокурмашевский сельсовет  |
| 43 | Новые Камышлы                   | деревня | ↘53       | Старокамышлинский сельсовет  |
| 44 | Новые Тукмаклы                  | село    | ↘197      | Старотукмаклинский сельсовет |
| 45 | Первушино                       | село    | ↘440      | Старокамышлинский сельсовет  |
| 46 | Петропавлово                    | село    | ↘43       | Старокамышлинский сельсовет  |
| 47 | Расмекеево                      | деревня | ↘224      | Расмекеевский сельсовет      |
| 48 | Саитово                         | деревня | ↘257      | Горьковский сельсовет        |
| 49 | Среднеакбашево                  | деревня | ↗175      | Шариповский сельсовет        |
| 50 | Старая Муртаза                  | деревня | ↘133      | Карача-Елгинский сельсовет   |
| 51 | Старобаскаково                  | деревня | ↘301      | Матвеевский сельсовет        |
| 52 | Старогумерово                   | село    | ↘581      | Старогумеровский сельсовет   |
| 53 | Старокурмашево                  | село    | ↘646      | Старокурмашевский сельсовет  |
| 54 | Староюмраново                   | деревня | ↘94       | Расмекеевский сельсовет      |
| 55 | Старые Камышлы                  | село    | ↘701      | Старокамышлинский сельсовет  |
| 56 | Старые Тукмаклы                 | село    | ↘728      | Старотукмаклинский сельсовет |
| 57 | Субай                           | деревня | ↗44       | Шариповский сельсовет        |
| 58 | Султанаево                      | село    | ↘463      | Старогумеровский сельсовет   |
| 59 | Сюльтюп                         | деревня | ↗153      | Старокурмашевский сельсовет  |
| 60 | Таганаево                       | деревня | ↗9        | Старокамышлинский сельсовет  |
| 61 | Тарабердино                     | село    | ↗1576     | Кушнаренковский сельсовет    |
| 62 | Толбазы                         | деревня | ↘362      | Карача-Елгинский сельсовет   |
| 63 | Угузево                         | деревня | ↘304      | Старотукмаклинский сельсовет |
| 64 | Урал                            | деревня | ↘54       | Расмекеевский сельсовет      |
| 65 | Чирша-Тартыш                    | село    | ↘366      | Карача-Елгинский сельсовет   |
| 66 | Шарипово                        | село    | ↗648      | Шариповский сельсовет        |
| 67 | Якупово                         | деревня | ↘130      | Матвеевский сельсовет        |
| 68 | Ямское                          | деревня | ↘80       | Матвеевский сельсовет        |
| 69 | Япарка                          | деревня | ↗83       | Кушнаренковский сельсовет    |

## Экономика
Район сельскохозяйственный. Основные отрасли: зерноводство, фабричное свеклосеяние, молочно-мясное скотоводство и свиноводство. Площадь сельскохозяйственных угодий; 131,3 тыс. га, в том числе пашни — 97,5 тыс. га, сенокосов — 8,5 тыс. га, пастбищ — 24,9 тыс. га.
Производством сельскохозяйственной продукции в районе занимаются 147 предприятий (в том числе 6 СПК, 26 крупных КФХ, 5 ООО, 3 подсобных хозяйств организаций и учреждений района и республики, 2 муниципальных совхоза, 105 мелких КФХ, 12547 дворов).

## Образование
В районе 52 общеобразовательные школы, в том числе 19 средних, профессиональное и педагогическое училища, сельскохозяйственный техникум; 27 массовых библиотек, 45 клубных учреждений, 6 больниц. Издаётся газета на татарском и русском языках «Яңа көн/Авангард», с тиражом ~4 тыс. и ~1 тыс., соответственно.

## Здравоохранение
Действует Кушнаренковская центральная районная больница.

## Культура
В районе действуют культурно-спортивный комплекс, 23 сельских дома культуры, 12 сельских клубов, центральная районная библиотека и 25 её филиалов, детская библиотека, детская музыкальная школа, стадион, парк культуры и отдыха.

## Люди, связанные с районом
- Шакиров Закир Шакирович — башкирский педагог и лингвист, Герой Труда (1928), отец Шакирова Мидхата Закировича, первого секретаря Башкирского обкома КПСС (1969—1987).

## Достопримечательности
- 13 сентября 2014 г. в 1,5 км к западу от села модераторами башкирского общереспубликанского сообщества «102» установлен памятный знак в точке с географическими координатами 55°00’00" северной широты 55°00’00" восточной долготы. Он выполнен в виде указателя направлений и расстояний до столиц стран, входящих в международные альянсы ШОС и БРИКС, встреча лидеров которых проходила Уфе в июле 2015 года[40].
- Кушнаренковский могильник — часть Кушнаренковской культуры, археологический памятник Турбаслинской культуры, свидетель жизни и быта древних племен, обитавших на территории района полтора тысячелетия назад[41][42].
- Поместье Топорнина — здание, построенное французским архитектором в начале XVIII века. Это здание заслуженно считалось одним из лучших архитектурных памятников, расположенных на территории бывшей Оренбургской губернии[43][44].